# Região Geográfica Intermediária de Divinópolis
A Região Geográfica Intermediária de Divinópolis é uma das treze regiões intermediárias do estado brasileiro de Minas Gerais e uma das 134 regiões intermediárias do Brasil, criadas pelo Instituto Brasileiro de Geografia e Estatística (IBGE) em 2017. É composta por 61 municípios, distribuídos em seis regiões geográficas imediatas.
Sua população total estimada pelo Instituto Brasileiro de Geografia e Estatística (IBGE) para 1º de julho de 2018 é de 1 300 658 de habitantes, distribuídos em uma área total de 36 058,718 km².
Divinópolis é o município mais populoso da região intermediária, com 235 977 habitantes, de acordo com estimativas de 2018 do Instituto Brasileiro de Geografia e Estatística (IBGE).

## Regiões geográficas imediatas
| Região geográfica imediata                    | Municípios | População Estimativa 2018 | Área (km²) |
| --------------------------------------------- | --- | ------------------------- | ---------- |
| Região Geográfica Imediata de Divinópolis     | Araújos Camacho Carmo da Mata Carmo do Cajuru Cláudio Conceição do Pará Divinópolis Itapecerica Itatiaiuçu Itaúna Japaraíba Lagoa da Prata Leandro Ferreira Nova Serrana Pedra do Indaiá Perdigão Pitangui Santo Antônio do Monte São Gonçalo do Pará São Sebastião do Oeste | 689 803                   | 8 960,149  |
| Região Geográfica Imediata de Formiga         | Arcos Bambuí Córrego Danta Córrego Fundo Formiga Iguatama Medeiros Pains Pimenta Tapiraí | 171 143                   | 7 045,532  |
| Região Geográfica Imediata de Dores do Indaiá | Bom Despacho Dores do Indaiá Estrela do Indaiá Luz Martinho Campos Moema Pompéu Quartel Geral Serra da Saudade | 142 107                   | 8 836,682  |
| Região Geográfica Imediata de Pará de Minas   | Igaratinga Maravilhas Onça de Pitangui Papagaios Pará de Minas Pequi São José da Varginha | 139 707                   | 2 241,239  |
| Região Geográfica Imediata de Oliveira        | Bonfim Carmópolis de Minas Crucilândia Itaguara Oliveira Passa Tempo Piedade dos Gerais Piracema Rio Manso São Francisco de Paula | 117 647                   | 3 694,308  |
| Região Geográfica Imediata de Abaeté          | Abaeté Biquinhas Cedro do Abaeté Morada Nova de Minas Paineiras | 40 251                    | 5 280,808  |
| Total                                         | 61 | 1 300 658                 | 36 058,718 |